# 안도 우메코
안도 우메코(러시아어: Андо Умэко, 일본어: 安東 ウメ子, 1932년 11월 20일 - 2004년 7월 15일)는 홋카이도 오비히로시 후시코코탄(Хушикокотaн)출신의 아이누족 음악가이다.
뭇쿠리(아이누어: муткри)와 우포포(아이누어: упопо, 노래)의 명인으로 알려져 있다.
음악가의 입장에서는 돈코리대표인 OKI와 같이 CD앨범 등을 냈다. 그 외에도 아이누어교사나 아이누 문화의 보전 활동도 했다.

## 약력
- 1932년 11월 20일　후시코코탄(Хушикокотaн)에서 태어났다.
- 1960년　오비이로 카무이토 우포포 보존회(帯広カムイトウポポ保存会)설치에 기여했다.

## 음악

### 앨범
- 아훈케(Ахунке)(아훈케란 아이누족의 자장가)
- 우포포산케(Упопосанке)
- 스피릿츠 후로무 아이누(Спиритц Хурому Айну)
- 케우투무(Кэутуму)

### 게스트 참가 앨범
- 고킨(口琴, 하레 다이스케(Харэ Даиске))